# Ahhotep
Ahhotep (circa 1570-1540 a. C.) fue una reina egipcia de finales de la dinastía XVII y comienzos de la XVIII (hacia los años 1570-1540 a. C.), que ejerció de regente durante la minoría de edad del faraón Ahmose y promovió la expulsión los dirigentes hicsos.

## El principado de Tebas
Ahhotep (Iahhotep «Aah está satisfecho») nació probablemente entre los años 1585 y 1575 a. C. en el seno de la familia gobernante de la ciudad de Tebas, en lo que hoy englobamos como dinastía decimoséptima. Sus padres eran el príncipe Senajtenra Ahmose y su esposa Tetisheri, de orígenes más modestos. En aquella época Egipto vivía dividido en varios principados, todos ellos dependientes en mayor o menor grado del faraón de Menfis de la dinastía XV. Esta dinastía estaba conformada por un pueblo asiático, los hicsos, que habían invadido Egipto sesenta años antes.
Tebas era uno de los principados más alejados de Menfis y de los hicsos, y fue allí donde se fraguó la rebelión que acabaría triunfando y sentando en el trono de un país unificado a un monarca autóctono. De no ser por la educación patriótica e inconformista que dio a sus hijos Tetisheri la historia hubiera sido bien distinta.

## Comienza la lucha
|          |            |
| \| \| \| |            |
|          |            |
| N11      | R4 · t · p |

| N11 | R4 · t · p |

|          |            |
| \| \| \| |            |
|          |            |
| N11      | R4 · t · p |

| N11 | R4 · t · p |

|          |            |
| \| \| \| |            |
|          |            |
| N11      | R4 · t · p |

| N11 | R4 · t · p |

|          |            |
| \| \| \| |            |
|          |            |
| N11      | R4 · t · p |

| N11 | R4 · t · p |

Al morir su padre, asumió el trono tebano el hermano mayor de Ahhotep, Seqenenra Taa, con quien tuvo que casarse, siguiendo las ancestrales costumbres. La nueva pareja real, asesorada siempre por la madre de ambos, Tetisheri, así como por un consejo formado por militares, nobles, escribas y sacerdotes, decidieron en secreto comenzar a plantar cara a los hicsos y a sus aliados.
Algunos rumores debieron llegar a Menfis, pues a poco de asumir el trono Seqenenra, una embajada hicsa llegó a Tebas exigiendo que fuesen sacrificados los hipopótamos sagrados del templo de Amón, porque sus bramidos no dejaban dormir al faraón (¡quien vivía a cientos de kilómetros de Tebas!). Desconocemos qué hicieron los tebanos ante esta provocación, pero el caso es que en muy poco tiempo un ejército salió de la ciudad sureña con el claro objetivo de liberar a Egipto del yugo hicso. A su cabeza marchaba el ahora coronado rey Seqenenra, apodado el Bravo.
Mientras, en Tebas quedó acantonada el resto de familia real, a saber: la reina madre Tetisheri, todos los príncipes y princesas y, a la cabeza de ellos, la reina Ahhotep, quien se encargó del gobierno en la ausencia de su marido. Sus dotes fueron apreciadas por todos en tan complicados tiempos.

## La reina combatiente
El éxito de la ofensiva de Seqenenra tuvo que residir sobre todo en el efecto sorpresa, pues cuando por fin se enfrentó al ejército hicso, fue severamente derrotado e incluso murió en la batalla, tal y como demuestra su momia. Ahhotep se había quedado viuda, pero sus fuertes convicciones y su fe en la liberación anunciada por el dios Amón fueron más fuertes, y no agachó la cabeza, sino todo lo contrario.
Ahhotep, para ganar tiempo y no dejar que los hicsos comieran el poco terreno ganado, no dudó en coronar rey a Kamose, su hermano menor o su hijo mayor. Pese a que el nuevo rey también estaría casado, Ahhotep siguió llevando la voz cantante mientras asumía la regencia en Tebas, y para la ciudad las cosas no habían cambiado en absoluto.
Kamose tuvo más éxito que Seqenenra en la lucha. Combatió a los nubios en el sur, llegando hasta Elefantina, y a los hicsos en el norte, reconquistando Menfis. Fueron tres años de luchas continuadas, pero Tebas parecía tener ganada la guerra. Sólo quedaba la conquista del último bastión, Avaris, cuando una enfermedad o las heridas del combate se llevaron al joven Kamose, volviendo a dejar vacante el trono.

## La reina madre
Con Seqenenra y Kamose, la dinastía XVII se había agotado. El trono pasó al único miembro varón que quedaba en la familia, un niño de apenas diez años, Ahmose, hijo de Seqenenra y de Ahhotep. La edad del nuevo rey, considerado ya fundador de la dinastía XVIII, impedía que pudiera dar el golpe final a los hicsos de la dinastía XV, y su inexperiencia hizo que Ahhotep asumiera la regencia sin necesidad de un consejo de gobierno.
Esta prodigiosa e incansable mujer dirigió desde Tebas el asedio a Avaris, y gobernó con sabiduría y equidad un difícil Egipto que tenía que reconstruir por completo. Como una buena y fiel madre, guardó el trono a su hijo, y cuando estuvo listo, pudo desembarazarse sin grandes problemas del último reducto hicso, cumpliendo por fin el sueño de Seqenenra y Ahhotep: un Egipto libre. Con Ahmose se inaugura el Imperio Nuevo egipcio, la etapa más brillante y en la que el país alcanzó el mayor esplendor internacional de toda su historia.
La deuda que Ahmose y todo Egipto tenía con la reina madre Ahhotep nunca se podría salvar. Agradecido por siempre a ella, Ahmose condecoró en una bella ceremonia a su madre con tres grandes moscas de oro, el mayor galardón militar posible. Era su forma de reconocer los grandes esfuerzos y sacrificios a los que se había sometido una reina entregada a su causa.

## La familia

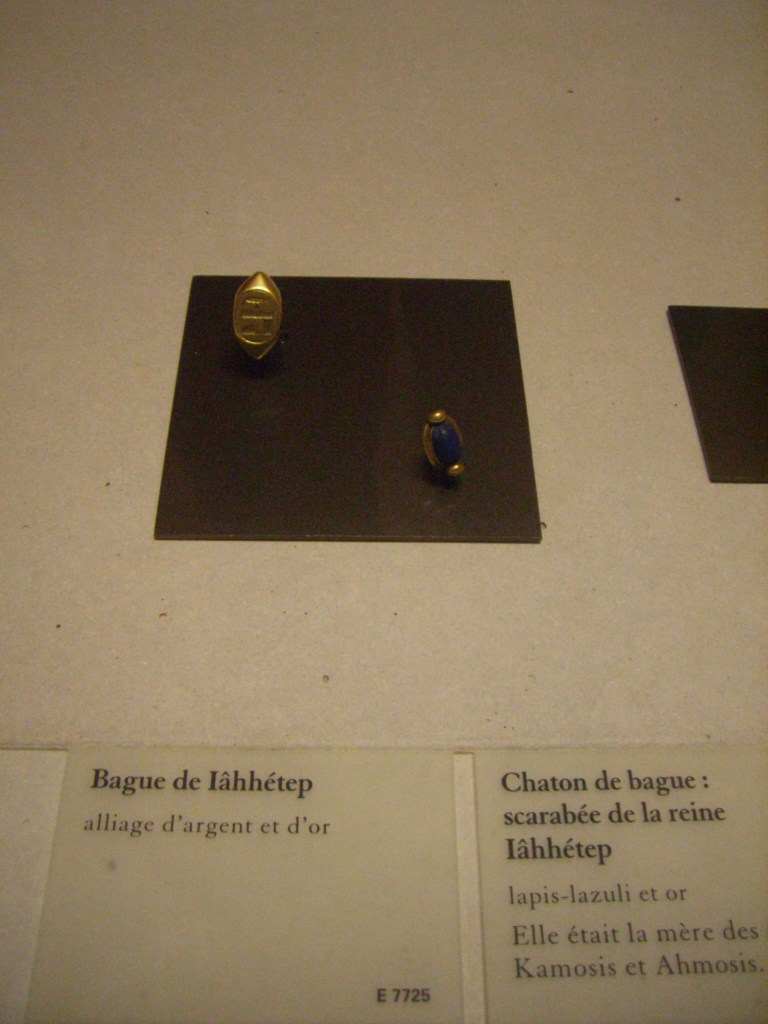
Anillos de Ahhotep.

La mayor parte de su vida la pasó Ahhotep acompañada de su madre, la longeva Tetisheri, y la matriarca del clan. Juntas, estas dos mujeres inculcaron a su nutrida descendencia el valor de las Dos Tierras unidas y la fidelidad al dios que les había pronosticado su éxito, Amón, que sería convertido en la cabeza del panteón.
La reina Ahhotep tuvo muchos hijos de su esposo y hermano Seqenenra, casi todos de ellos bien documentados por el hallazgo de sus momias en el escondrijo de Deir el-Bahari. Algunos de los miembros más importantes fueron su hijo Amosis I, la esposa y hermana de este Ahmose-Nefertari y su también hija Ahmose-Hentempet, su sobrina-nieta Ahmose-Hentimehu, su nieta Ahhotep II... Esta generación y la posterior recibe comúnmente el sobrenombre de ahmósida por llevar la mayoría de sus miembros en sus nombres una advocación al dios lunar Ah.

## Muerte y entierro de Ahhotep
Cuando Ahmose fue lo suficientemente mayor como para gobernar por sí solo, Ahhotep se retiró al templo de Karnak y allí parece ser que vivió hasta que le llegó la muerte, a muy avanzada edad. Dejaba un Egipto completamente distinto al que había visto al nacer, y una pareja real muy carismática y eficaz con la descendencia asegurada.
La reina madre fue enterrada en la necrópolis familiar de Dra Abu el-Naga donde, en ausencia de Auguste Mariette, fue encontrada su tumba en 1859, con el sarcófago y su momia así como muchos objetos de su ajuar, como joyas con perlas de lapislázuli, piedras semipreciosas, un puñal de oro y las famosas moscas del valor. Reconociendo el nombre de la reina, Mariette ordenó por carta detener la excavación hasta su llegada. Desgraciadamente, antes de llegar el mensaje el gobernador local ya había abierto el sarcófago y la ansiedad de los descubridores hicieron que la momia de Ahhotep quedase reducida a polvo. Tiraron las vendas y huesos mientras del ajuar funerario dieron aviso al virrey, que ordenó le fuera enviado a palacio. Mariette partió tras el barco que lo transportaba y tras amenazar a los tripulantes, recuperó las joyas. Su excepcional calidad y belleza hizo que fuesen enviadas a la Exposición Universal de París en 1867. Allí la emperatriz Eugenia de Montijo quedó prendada de ellas y sugirió que le fuesen regaladas por el virrey de Egipto, del que sabía la gran admiración que le profesaba. Ante el peligro de volver a perderlas, Mariette abandonó su país natal para devolverlas al lugar al que pertenecían: el Museo de El Cairo.

## La Reina Libertad
El egiptólogo y escritor francés Christian Jacq escribió una trilogía llamada la Reina Libertad formada por los libros: El Imperio de las Tinieblas, La Guerra de las Coronas y La Espada Resplandeciente. En su trilogía, Jacq narra la historia de la reina Ahhotep (así como de los distintos personajes que la rodean) recreándola con mucha veracidad, una gran ambientación de la época y elementos mitológicos egipcios.